# Der Kreidekreis
Der Kreidekreis er en opera af Alexander von Zemlinsky til en libretto af komposnisten selv. Operaen fik premiere i München den 14. oktober 1933.